# Lebohang Mokoena
Lebohang Mokoena (Soweto, 29 de setembro de 1986) é um ex-futebolista profissional sul-africano que atuava como atacante.

## Carreira
Lebohang Mokoena representou o elenco da Seleção Sul-Africana de Futebol no Campeonato Africano das Nações de 2006.